# Baraboo River
Der Baraboo River ist ein rechter Nebenfluss des Wisconsin River im US-Bundesstaat Wisconsin.
Er entspringt im Monroe County und fließt in Richtung Südosten durch die Countys Juneau, Sauk und Columbia. Wenige Kilometer vor seiner Mündung macht er im Sauk County einen Schlenker nach Norden und fließt dann ostwärts durch Caledonia zu seiner Mündung in den Wisconsin River, etwa 5 km südlich von Portage. Am Flusslauf liegen die Orte Kendall, Elroy, Union Center, Wonewoc, La Valle, Reedsburg, Rock Springs, North Freedom, West Baraboo und Baraboo.